# Rondeletia fortunensis
Rondeletia fortunensis är en måreväxtart som beskrevs av Attila L. Borhidi. Rondeletia fortunensis ingår i släktet Rondeletia och familjen måreväxter. Inga underarter finns listade i Catalogue of Life.